# Байденс, Энн
Энн Байденс (англ. Anne Buydens; урождённая Хaннeлoрe Maркс; 23 апреля 1919 — 29 апреля 2021) — американская благотворительница, продюсер и актриса эпизода. Входит в Международный список самых стильных знаменитостей с 1970 года. Была замужем за актёром Кирком Дугласом с 1954 года и до его смерти в 2020. Мачеха Майкла Дугласа.

## Ранняя биография
Байденс родилась в Ганновере, Германия. Она была в раннем подростковом возрасте, когда её семья эмигрировала в Бельгию, получила бельгийское гражданство. Байденс продолжила образование в Бельгии и в Швейцарии, прежде чем переехать в Париж. Она работала, в том числе помощником режиссёра Джона Хьюстона на фильме Мулен Руж (1952).

## Смерть
Байденс скончалась 29 апреля 2021 года в возрасте 102 лет в своём доме в Беверли-Хиллз. Она была похоронена на Вествудском кладбище рядом с мужем и их сыном Эриком.

## Личная жизнь
В 1953 году в Париже во время съёмок фильма она познакомилась с Кирком Дугласом. 29 мая 1954 Байденс вышла за него замуж. У неё от него два сына: Питер (родился 23 ноября 1955, Лос-Анджелес) и Эрик (21 июня 1958 — 6 июля 2004). Байденс обратилась в иудаизм, обновив свои свадебные обеты с Дугласом в 2004 году. Получила гражданство США в 1959 году.